# Marco Longhini
Marco Longhini (Mantova, 26 luglio 1960) è un direttore d'orchestra e architetto italiano.

## Biografia
Ha studiato composizione, canto, musica corale e direzione di coro al Conservatorio di Padova. Si trasferisce poi al Conservatorio di Milano, svolgendo, in seguito, l'attività di direttore d'orchestre. Conduce le orchestre dei Pomeriggi Musicali, l'Angelicum, Milano Classica e l'Orchestra da Camera di Mantova. All'estero le orchestre dell'Enschede Opera House Netherland e l'Orquesta Ciudad de Granada.
Ha messo in scena L'Orfeo di Claudio Monteverdi (ripresa dalla Rai), la Rappresentatione di anima et di corpo di Emilio de' Cavalieri e l'Orfeo di Antonio Sartorio (con la regia di Pier Luigi Pizzi).
Per 12 anni ha diretto il Coro Polifonico Universitario di Verona, poi divenuto il coro Le Istitutioni Harmoniche, fino a quando nel 1992 decide di fondare un suo ensemble, Delitiae Musicae, con il quale affrontare il repertorio antico di una tipica Cappella Musicale Italiana del Cinquecento. Con preziosi cantanti e strumenti (in ben 37 dischi) ci offre una nutrita produzione discografica relativa alla musica italiana del Rinascimento e del primo Barocco.
Inizialmente (con Le Istitutioni Harmoniche) incide alcuni lavori di Claudio Monteverdi per l'etichetta Nuova Era, quindi passa a Stradivarius con la quale avrà modo di registrare alcuni dischi premiati dalla critica specializzata (tra di essi ricordiamo la Rappresentazione di anima et di corpo di Emilio de' Cavalieri e l'inedita Cantata e Messa "Sciolto have an dall'alte sponde" di Giacomo Carissimi. Con l'ensemble Delitiae Musicale registra un Vespro Natalizio di Adrian Willaert e tre dischi dedicate alle messe di Giovanni Pierluigi da Palestrina su autori fiamminghi.
Nel 2001 firma un contratto con Naxos Records con la quale realizza l'imponente registrazione integrale dei madrigali di Claudio Monteverdi (15 CD, venduti separatamente o in cofanetto) e di quelli di Carlo Gesualdo da Venosa (6 CD).

## Discografia
- 1992 - Claudio Monteverdi, Litanie, Messa e Magnificat della Beata Vergine, con Le Istitutioni Harmoniche (Nuova Era)
- 1993 - Emilio de' Cavalieri, Rappresentazione di anima et di corpo', con Le Istitutioni Harmoniche (Stradivarius)
- 1994 - Giacomo Carissimi, Cantata e Messa "Sciolto havean dall'alte sponde", con Le Istitutioni Harmoniche (Stradivarius)
- 1996 - Philippe Verdelot, Missa Philomena Praevia, con Delitiae Musicae (Stradivarius)
- 1997 - Giovanni Pierluigi da Palestrina, Missae ex Jacquet de Mantua. Vol. 1, con Delitiae Musicae (Stradivarius)
- 1998 - Adriano Banchieri, Pazzia senile; Saviezza giovenile, con Delitiae Musicae (Stradivarius)
- 2000 - Giovanni Pierluigi da Palestrina, Missae ex Jacquet de Mantua. Vol. 2, con Delitiae Musicae (Stradivarius)
- 2002 - Claudio Monteverdi, Madrigals Book 1, con Delitiae Musicae (Naxos)
- 2003 - Claudio Monteverdi, Madrigals Book 2, con Delitiae Musicae (Naxos)
- 2003 - Claudio Monteverdi, Madrigals Book 3, con Delitiae Musicae (Naxos)
- 2005 - Claudio Monteverdi, Madrigals Book 4, con Delitiae Musicae (Naxos)
- 2006 - Adrian Willaert, Christmas Vespers, con I Piccoli Musici e Delitiae Musicae (Stradivarius)
- 2006 - Claudio Monteverdi, Madrigals Book 5, con Delitiae Musicae (Naxos)
- 2007 - Claudio Monteverdi, Madrigals Book 6, con Delitiae Musicae (Naxos)
- 2008 - Claudio Monteverdi, Madrigals Book 7, con Delitiae Musicae (Naxos)
- 2010 - Adriano Banchieri, Il studio dilettevole; Il metamorfosi musicale (Stradivarius)
- 2010 - Carlo Gesualdo da Venosa, Madrigals Book 1, con Delitiae Musicae (Naxos)
- 2010 - Carlo Gesualdo da Venosa, Madrigals Book 2, con Delitiae Musicae (Naxos)
- 2011 - Carlo Gesualdo da Venosa, Madrigals Book 3, con Delitiae Musicae (Naxos)
- 2012 - Carlo Gesualdo da Venosa, Madrigals Book 4, con Delitiae Musicae (Naxos)
- 2013 - Carlo Gesualdo da Venosa, Madrigals Book 5 & 6, con Delitiae Musicae (Naxos)
- 2017 - Claudio Monteverdi, Madrigals Book 8, con Delitiae Musicae (Naxos)
- 2019 - Claudio Monteverdi, Madrigals Book 9, Scherzi musicali (1632), con Delitiae Musicae (Naxos)